# 溪南湖口顯聖宮
溪南湖口顯聖宮是位於台灣新竹縣湖口鄉的廟宇，主祀天上聖母媽祖。1953年的湖口鄉多為農地，計畫擴大街路，其中愛勢村在整平一塊溜池時，於泥水中發現了一尊高僅七寸的媽祖像神尊，村民簡單地設置紅壇供奉。1954年春天，因前來參拜信徒絡繹不絕，地主黃仁棟於是捐地蓋廟，村民大會後定名溪南湖口顯聖宮，且將發現的尊像供奉於顯聖宮。
該廟一樓主殿奉祀媽祖娘，左祀註生娘娘，右祀九天玄女；二樓主祀觀音佛祖，配祀關公及孔子。

## 外部來源
- 財團法人台灣省新竹縣溪南湖口顯聖宮 （页面存档备份，存于）
- 臺灣記憶－顯聖宮